# Minsk II

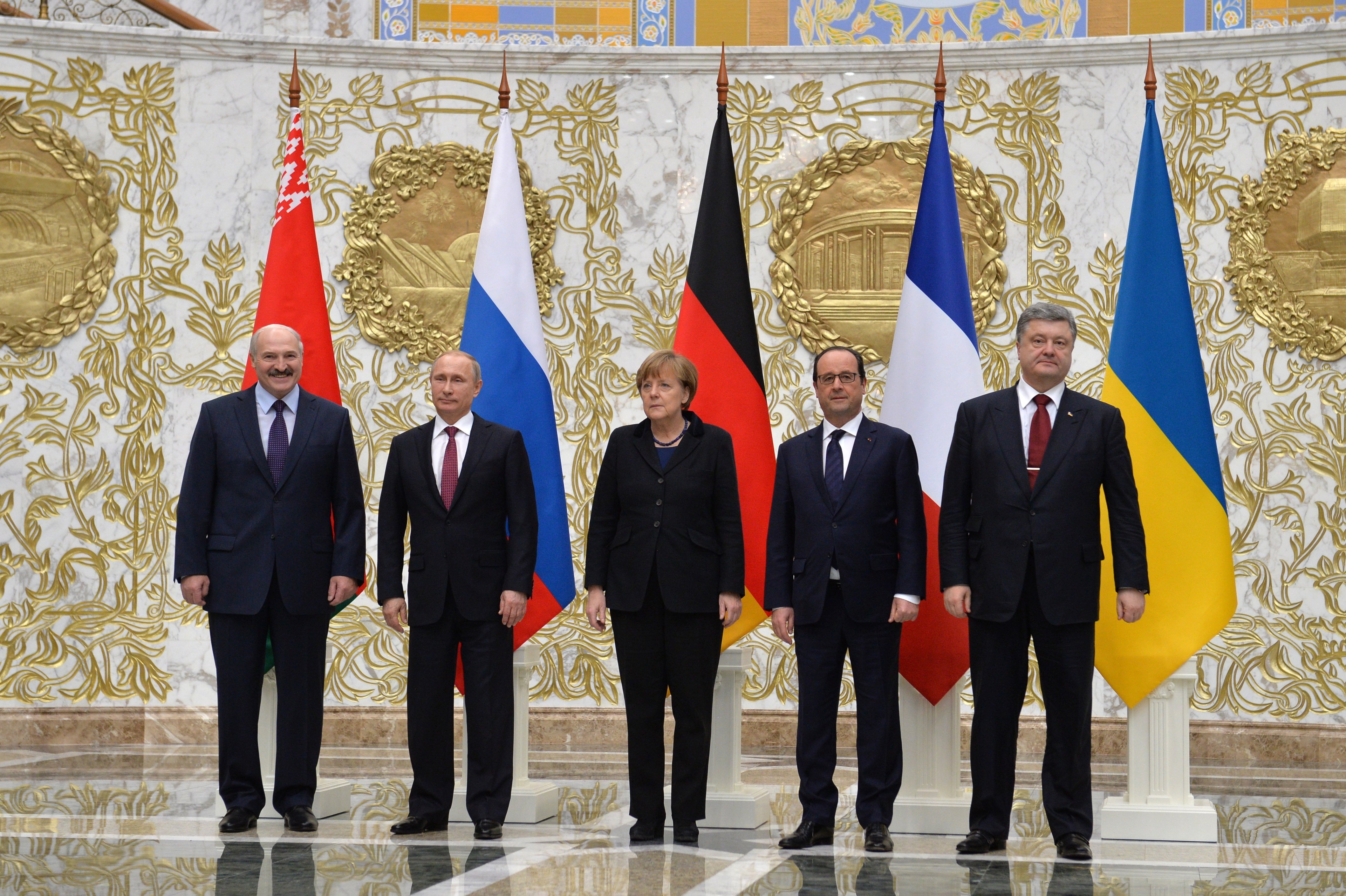
Die Staats- und Regierungschefs von Belarus, Russland, Deutschland, Frankreich und der Ukraine in Minsk

Minsk II, auch Minsker Abkommen oder Minsker Friedensabkommen genannt, ist ein Maßnahmenkomplex zur Umsetzung der Vereinbarungen von Minsk I. Seine wichtigsten Ziele, nämlich ein Ende des seit 2014 in der Ost-Ukraine herrschenden Kriegs und eine politische Beilegung des Konflikts, wurden nicht erreicht.
Das Abkommen wurde vom damaligen französischen Präsidenten François Hollande, der damaligen deutschen Bundeskanzlerin Angela Merkel, dem damaligen ukrainischen Präsidenten Petro Poroschenko, dem belarussischen Präsidenten Alexander Lukaschenko sowie dem russischen Präsidenten Wladimir Putin ausgehandelt und von den Teilnehmern der trilateralen Kontaktgruppe am 12. Februar 2015 unterzeichnet. Vertragspartner als Unterzeichnende waren 2015: der frühere Präsident der Ukraine Leonid Kutschma, der Botschafter der Russischen Föderation in der Ukraine Michail Surabow, die Milizenführer der selbstproklamierten „Volksrepubliken“ Lugansk und Donezk Igor Plotnizki und Alexander Sachartschenko sowie die OSZE-Beauftragte Heidi Tagliavini.
Bereits kurz nach der Unterzeichnung der Vereinbarung traten russlandtreue Kämpfer sowie russische Truppen zum Sturm auf Debalzewe an und eroberten den Ort drei Tage nach der offiziell verkündeten Waffenruhe, womit das Abkommen bereits gebrochen war. Im weiteren Verlauf schwelte der Konflikt mit wechselnder Intensität weiter. Im Juni griffen die regierungsfeindlichen Truppen den Ort Marjinka westlich von Donezk an, im August 2015 kam es im Frontabschnitt von Mariupol zu einem schweren Angriff. Bis 21. Februar 2022 wurden keine neuen Gespräche eröffnet, um diesen Konflikt international beizulegen.
Am 21. Februar 2022 erklärte Präsident Putin, dass es für das Minsker Abkommen keine Aussichten mehr gebe. Am selben Tag verkündete und unterzeichnete Präsident Putin die Anerkennung der selbstproklamierten und international nicht anerkannten Volksrepublik Lugansk und der Volksrepublik Donezk als eigenständige Staaten und ordnete eine Entsendung von Truppen in die von Separatisten kontrollierten Gebiete an. Damit war das einzige von allen Seiten unterzeichnete Dokument zur Beilegung des Konfliktes hinfällig.

## Vorgeschichte

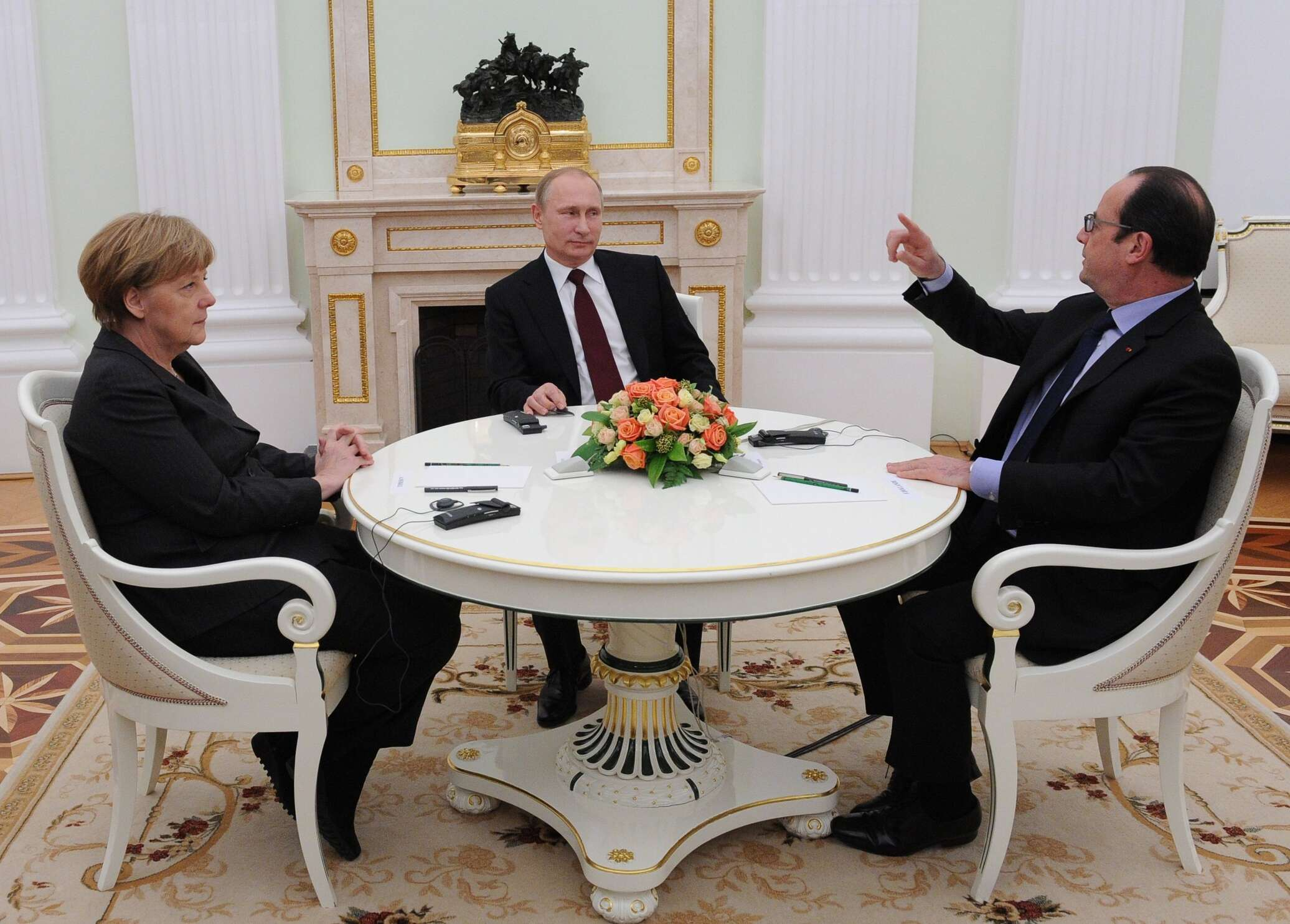
Gespräche im Kreml am 6. Februar 2015 zwischen Angela Merkel, Wladimir Putin und François Hollande

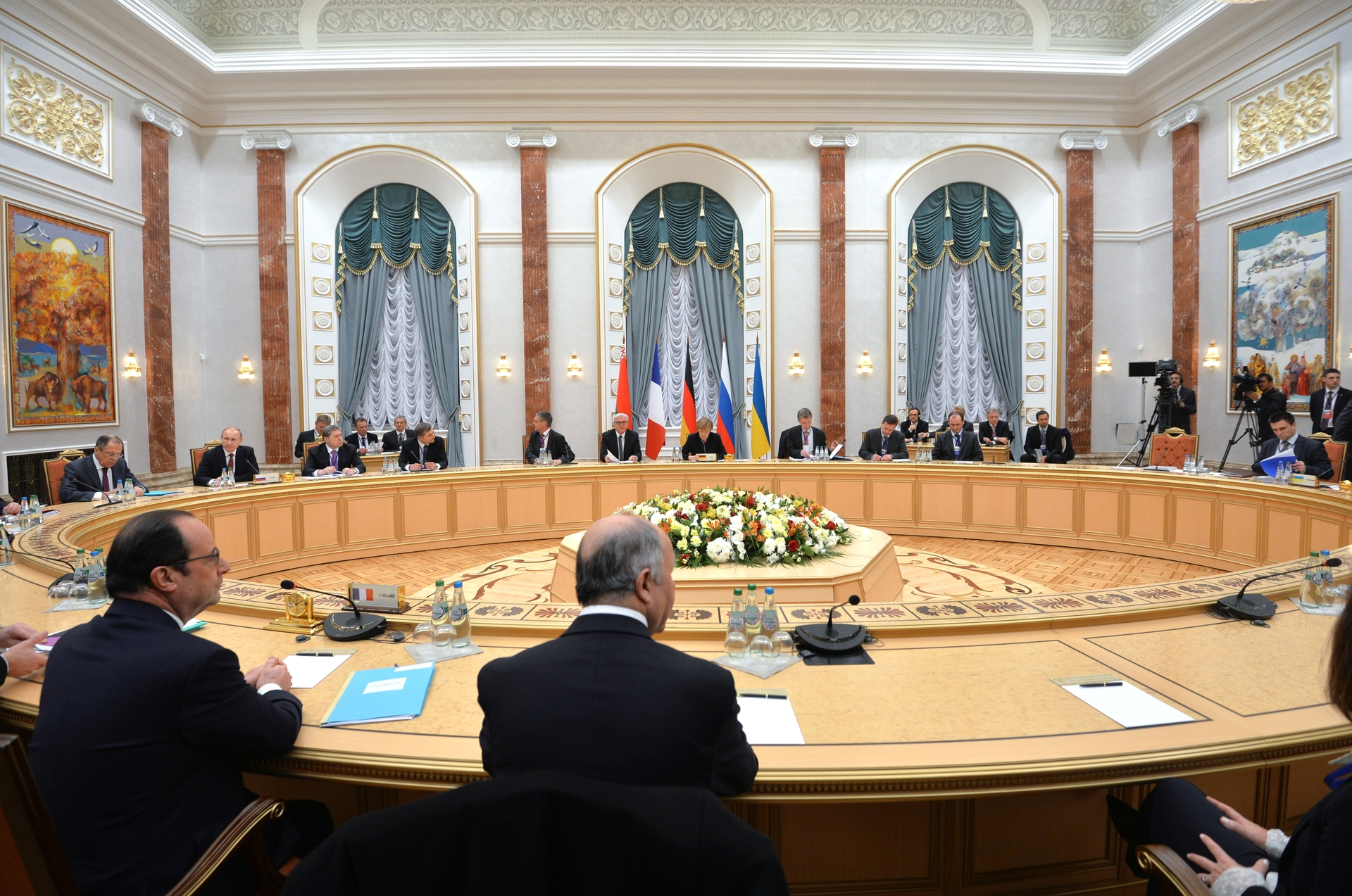
Verhandlungsdelegationen im Konferenzsaal in Minsk, 11. Februar 2015

Am 29. Januar 2015 beschlossen die EU-Außenminister auf einem Sondertreffen in Brüssel, die bislang gegen Russland verhängten Sanktionen bis September zu verlängern. Für ihr nächstes, am 9. Februar 2015 geplantes reguläres Treffen sollten neue, zusätzliche Sanktionen identifiziert werden.
Am 30. Januar 2015 trafen sich Hollande und Merkel in der elsässischen Stadt Straßburg auch mit EU-Parlamentspräsident Martin Schulz. Das Gespräch wurde als vertraulicher Austausch über aktuelle Fragen bezeichnet; es wurden keinerlei Inhalte verlautbart.
Am 6. Februar 2015 kam es zu einem Gespräch im Kreml zwischen François Hollande, Angela Merkel und Wladimir Putin über die Situation in der Ostukraine.
Am 9. Februar 2015 wurde mitgeteilt, dass die EU-Außenminister auf ihrem Treffen in Brüssel das Inkraftsetzen neuer Sanktionen in Form von z. B. weiteren Reise- und Vermögenssperren auf den 16. Februar verschieben wollten.
Am 10. Februar 2015 wurde unter Berufung auf die russische Nachrichtenagentur TASS gemeldet, dass vor einem für den 11. Februar geplanten Krisengipfel von Hollande und Merkel mit Poroschenko und Putin in Minsk eine Feuerpause und ein Rückzug schwerer Waffen für die Ostukraine vereinbart worden sei. Dies geschah bei einem Treffen der Ukraine-Kontaktgruppe am Abend in Minsk und unter Vermittlung der Organisation für Sicherheit und Zusammenarbeit in Europa (OSZE). Teilnehmer waren der ukrainische Ex-Präsident Leonid Kutschma (mit einem Mandat der proeuropäischen Führung in Kiew), aus den nicht anerkannten „Volksrepubliken“ Donezk und Lugansk die Separatistenvertreter Wladislaw Dejnego sowie Puschilin, darüber hinaus der russische Diplomat Michail Surabow und Heidi Tagliavini von der OSZE.
Vor dem Gipfeltreffen hatte US-Präsident Barack Obama mit Wladimir Putin und Petro Poroschenko telefoniert. Zeitweise nahmen auch die Delegationen der Verhandlungspartner mit den Außenministern der vier Länder an dem Gespräch teil: der französische Außenminister Laurent Fabius, der ukrainische Außenminister Pawlo Klimkin, der russische Außenminister Sergei Lawrow sowie der deutsche Außenminister Frank-Walter Steinmeier.
Bis zum Frühjahr 2020 wurden insgesamt 21 Waffenstillstandsvereinbarungen getroffen und gebrochen.

## Verhandlungen
Die Vereinbarung wurde am 12. Februar 2015 im Palast der Unabhängigkeit in der belarussischen Hauptstadt Minsk unterzeichnet. Die vier Staatschefs Hollande, Merkel, Poroschenko und Putin führten die Verhandlungen überwiegend direkt, wobei teilweise auch Dolmetscher, Berater und Außenminister anwesend waren. Die Führer der selbsternannten „Volksrepubliken“ waren hingegen abwesend und wurden nach Angaben Hollandes von keinem der Teilnehmer gesehen. Die Verhandlungen dauerten insgesamt 17 Stunden. Laut der Badischen Zeitung sah Putin einen Hauptgrund für die lange Verhandlungsdauer darin, dass Poroschenko nicht direkt mit den Machthabern der Rebellengebiete sprechen wollte. Hollande zufolge war der Grund hingegen, dass Putin eine Einigung hinauszögern wollte, um seinen Truppen genug Zeit zu geben, die ukrainische Armee zu umzingeln und neue Positionen einzunehmen. Zum Verhandlungszeitpunkt waren 5000 ukrainische Soldaten in Debalzewe eingekesselt. In seinen Memoiren schreibt Hollande, dass Putin den Waffenstillstand um drei Wochen hinauszögern wollte, Merkel und er selbst ihn jedoch auf wenige Tage herunterhandelten. Hollande berichtet, dass Putin mehrmals laut wurde und, an Poroschenko gerichtet, damit drohte, die ukrainischen Truppen zu zerschlagen. Damit habe Putin die Anwesenheit russischer Streitkräfte in der Ostukraine zugegeben, so Hollande.
Erst erneute Verhandlungen führten ab 1. September 2015 zu einem Abflauen der bis dahin täglich stattfindenden Kampfhandlungen, also zu jener Zeit, als Russland gleichzeitig seine Militärpräsenz in Syrien aufbaute. Des Weiteren standen eine UNO-Generalversammlung im September an sowie erneute Verhandlungen im Normandie-Format. Der Zeitrahmen wurde dort bis in das Jahr 2016 hinein verlängert, nachdem die Rebellengebiete zuvor angedroht hatten, den Prozess durch nicht dem Protokoll entsprechende Wahlen zu verlassen.
Nach Ansicht von Hrant Kostanyan vom Centre for European Policy Studies und Stefan Meister von der Deutschen Gesellschaft für Auswärtige Politik untergrub die EU ihre eigene Verhandlungsposition, indem sie eine Aufhebung der Sanktionen ohne ein Entgegenkommen Russlands in Aussicht gestellt habe. Der Kreml habe deshalb den Eindruck gewonnen, dass er die Sanktionen beseitigen könne, ohne seinerseits Zugeständnisse machen zu müssen. Äußerungen europäischer Politiker und speziell deutscher Politiker wie Sigmar Gabriel und Frank-Walter Steinmeier würden die gemeinsame europäische Linie untergraben.

## Inhalt
Die Vereinbarungen umfassen 13 Punkte:
1. Unverzüglicher und allseitiger Waffenstillstand in einzelnen Gebieten der Oblaste Donezk und Luhansk der Ukraine und dessen striktes Befolgen ab 00 Uhr 00 Minuten (Kiewer Zeit) am 15. Februar 2015.
2. Abzug aller schweren Waffen durch beide Seiten, auf gleiche Entfernung, um eine Sicherheitszone mit einer Breite von mindestens 50 Kilometern Abstand für Artilleriesysteme mit einem Kaliber von 100 mm und mehr, eine Sicherheitszone von 70 Kilometern Breite für Raketenartilleriesysteme und einer Breite von 140 Kilometern für Raketenartillerie des russischen Typs Tornado-S sowie der Typen Uragan, Smertsch und taktische Systeme vom Typ Totschka zu gewährleisten:
• Für ukrainische Streitkräfte: Gemessen von der faktischen Berührungslinie;
• Für die bewaffneten Verbände einzelner Gebiete der Oblast Donezk und Lugansk der Ukraine: gemessen von der Berührungslinie vom 19. September 2014.
Der Abzug der oben angeführten schweren Waffensysteme darf nicht später als am zweiten Tag des Waffenstillstands beginnen und muss innerhalb von 14 Tagen abgeschlossen sein.
Dieser Prozess wird durch die OSZE und die Dreiseitige Kontaktgruppe unterstützt.
3. Es ist ein effizientes Monitoring und eine Verifizierung des Waffenstillstands und des Abzugs der schweren Waffensysteme von Seiten der OSZE durchzuführen, beginnend mit dem ersten Tag des Abzugs der Waffensysteme, unter Einbezug aller notwendigen technischen Mittel, einschließlich von Satelliten, Drohnen, Ortungssystemen usw.
4. Am ersten Tag nach dem Abzug [der schweren Waffen] ist ein Dialog über die Modalitäten der Durchführung regionaler Wahlen, in Entsprechung mit der ukrainischen Gesetzgebung und dem ukrainischen Gesetz „Über die zeitweilige Ordnung der lokalen Selbstverwaltung in einzelnen Gebieten der Oblaste Donezk und Lugansk“ zu beginnen, ebenso über den künftigen Status dieser Gebiete, auf der Grundlage des genannten Gesetzes.
Es ist unverzüglich, innerhalb von 30 Tagen nach der Unterzeichnung dieses Dokuments, von der Obersten Rada der Ukraine ein Beschluss darüber zu verabschieden, bei dem das Territorium bezeichnet wird, auf das sich die besonderen Regelungen in Entsprechung mit dem ukrainischen Gesetz „Über die zeitweilige Ordnung der lokalen Selbstverwaltung in einzelnen Gebieten der Oblaste Donezk und Lugansk“ beziehen, [und das] auf Grundlage der Linie, die im Minsker Memorandum vom 19. September 2014 definiert ist.
5. Es hat eine Begnadigung und Amnestie zu erfolgen, indem ein Gesetz verabschiedet wird, das eine Verfolgung und Bestrafung von Personen verbietet, die in Zusammenhang mit den Ereignissen stehen, welche in einzelnen Gebieten der Oblaste Donezk und Lugansk der Ukraine stattgefunden haben.
6. Es ist eine Befreiung und ein Austausch aller Geiseln und unrechtmäßig festgehaltener Personen nach dem Prinzip „alle gegen alle“ vorzunehmen. Dieser Prozess muss spätestens am fünften Tag nach dem Abzug [der schweren Waffen] abgeschlossen sein.
7. Es ist auf Grundlage internationaler Mechanismen für sicheren Zugang, Lieferung, Lagerung und Verteilung humanitärer Hilfsgüter für Bedürftige zu sorgen.
Wiederherstellung sozialer und wirtschaftlicher Verbindungen mit Kiew.
8. Es werden Modalitäten festgelegt, auf welche Weise die vollständige Wiederherstellung der sozialen und wirtschaftlichen Verbindungen vorgenommen werden wird, einschließlich der Überweisung von Sozialleistungen wie Rentenzahlungen und anderer Zahlungen (Zugänge und Einkünfte, rechtzeitige Bezahlung aller kommunalen Rechnungen, Wiederherstellung der Besteuerung im Rahmen des Rechtsfelds der Ukraine).
Zu diesem Zweck wird die Ukraine die Arbeit ihres Bankensystems in den Gebieten wiederherstellen, die durch den Konflikt berührt sind und es wird möglicherweise ein internationaler Mechanismus geschaffen werden, der solche Überweisungen erleichtert.
9. Es wird die vollständige Kontrolle über die Staatsgrenze von Seiten der ukrainischen Regierung im gesamten Konfliktgebiet wiederhergestellt, beginnend mit dem ersten Tag nach der Durchführung regionaler Wahlen, abgeschlossen nach einer allseitigen politischen Beilegung (regionale Wahlen in einzelnen Gebieten der Oblaste Donezk und Lugansk auf Grundlage des Gesetzes der Ukraine und einer Verfassungsreform) bis zum Ende des Jahres 2015, unter der Bedingung einer Umsetzung von Punkt 11 – durch Konsultationen und Abstimmung mit den Vertretern einzelner Gebiete der Oblaste Donezk und Lugansk im Rahmen der Dreiseitigen Kontaktgruppe.
10. Abzug aller ausländischen bewaffneten Einheiten und von [deren] Militärtechnik, ebenso von Söldnern, vom Territorium der Ukraine unter Beobachtung durch die OSZE. Entwaffnung aller illegalen Gruppierungen.
11. Durchführung einer Verfassungsreform in der Ukraine und Inkrafttreten einer neuen Verfassung bis Ende 2015. [Diese Verfassung muss] als Schlüsselelement eine Dezentralisierung (unter Berücksichtigung der Besonderheiten einzelner Gebiete der Oblaste Donezk und Lugansk) aufweisen, die mit den Vertretern dieser Gebiete abgestimmt ist, ebenso die Verabschiedung eines ständigen Gesetzes über den besonderen Status einzelner Gebiete der Oblaste Donezk und Lugansk in Entsprechung mit Maßnahmen, die in den Anmerkungen aufgeführt sind¹, bis zum Ende des Jahres 2015.
12. Auf Grundlage des ukrainischen Gesetzes „Über die zeitweilige Ordnung der lokalen Selbstverwaltung in einzelnen Gebieten der Oblaste Donezk und Lugansk“ sind Fragen, welche regionale Wahlen betreffen, mit den Vertretern der einzelnen Gebieten der Oblaste Donezk und Lugansk im Rahmen der Dreiseitigen Kontaktgruppe zu besprechen. Die Wahlen werden unter Einhaltung der entsprechenden OSZE-Standards und unter Beobachtung von Seiten des OSZE-Büros für Demokratische Institutionen und Menschenrechte durchgeführt.
13. Die Arbeit der Dreiseitigen Kontaktgruppe wird intensiviert, darunter durch die Schaffung von Arbeitsgruppen zur Umsetzung entsprechender Aspekte der Minsker Vereinbarungen. Diese [Arbeitsgruppen] werden in ihrer Zusammensetzung die Zusammensetzung der Dreiseitigen Kontaktgruppe widerspiegeln.[26][27]

Des Weiteren wurden folgende Hinweise aufgenommen:
- Befreiung von Strafe, Strafverfolgung und Diskriminierung für Personen, die an den Ereignissen in bestimmten Gebieten der Regionen Donezk und Luhansk beteiligt waren;
- Recht auf sprachliche Selbstbestimmung;
- Beteiligung der Organe der lokalen Selbstverwaltung an der Ernennung der Leiter der Staatsanwaltschaften und Gerichte in bestimmten Gebieten der Regionen Donezk und Luhansk;
- Möglichkeit für die zentralen Regierungsbehörden, mit den Organen der lokalen Selbstverwaltung Vereinbarungen über die wirtschaftliche, soziale und kulturelle Entwicklung bestimmter Gebiete der Regionen Donezk und Luhansk zu treffen;
- Der Staat unterstützt die soziale und wirtschaftliche Entwicklung bestimmter Gebiete in den Regionen Donezk und Luhansk;
- Unterstützung der grenzüberschreitenden Zusammenarbeit in bestimmten Gebieten der Regionen Donezk und Luhansk mit Bezirken der Russischen Föderation durch die zentralen Regierungsbehörden;
- Schaffung von Volkspolizeieinheiten durch Beschluss der lokalen Räte zur Aufrechterhaltung der öffentlichen Ordnung in bestimmten Gebieten der Regionen Donezk und Luhansk;
- Die Befugnisse der Abgeordneten der lokalen Räte und der bei vorgezogenen Wahlen gewählten Beamten, die von der Werchowna Rada der Ukraine durch dieses Gesetz ernannt wurden, können nicht vorzeitig beendet werden.[25]

Darüber hinaus wollen Deutschland, Frankreich, Russland und die Ukraine ein Aufsichtsgremium aus Diplomaten zur Kontrolle der Umsetzung des Waffenstillstands installieren, das regelmäßig zusammentreffen soll.

## Entwicklung

### Vor Ort
Der ukrainische Regierungschef Arsenij Jazenjuk bekräftigte am 13. Februar 2015 den Anspruch auf die Gebiete der prorussischen Separatisten und die Kontrolle über Donezk und Luhansk. Präsident Petro Poroschenko sagte bei einem Treffen mit dem ungarischen Ministerpräsidenten Viktor Orbán in Kiew, die russische Offensive in der Ostukraine sei nach dem Abkommen von Minsk noch einmal „deutlich ausgeweitet“ worden.
Nach Presseberichten ordnete der prorussische Separatistenführer Alexander Sachartschenko am Nachmittag des 14. Februar in Donezk die Feuerpause an. Nach verschiedenen Meldungen hatten die Kämpfe in der Gegend nochmals an Schärfe zugenommen, vor allem um den Verkehrsknotenpunkt Debalzewe. „Im Separatistengebiet Lugansk begann Berichten zufolge der Rückzug schwerer Waffen. Aufständischen-Vertreter Denis Puschilin rief die prowestliche Regierung in Kiew zu einem neuen Treffen der Kontaktgruppe auf, an der auch Russland und die OSZE beteiligt sind.“
Der ukrainische Staatspräsident Poroschenko befahl den Truppen des Landes um 0:00 Uhr Ortszeit per Fernsehansprache die Waffenruhe.
Vor Beginn der Waffenruhe hatten mehrere Staats- und Regierungschefs (Hollande, Merkel, Poroschenko und Putin) miteinander telefoniert. Der Kremlsprecher Dmitri Peskow hatte in Moskau nach Unterzeichnung des Vertrags angekündigt, dass nach dem Beginn der Waffenruhe die Staats- und Regierungschefs erneut miteinander telefonieren wollten; im Zuge dieses Telefonats riefen die vier Staats- und Regierungschefs die Beteiligten am 15. Februar zur Einhaltung der Waffenruhe auch bei Debalzewe auf. Den OSZE-Beobachtern verweigerten Vertreter der „Volksrepublik Donezk“ den Zugang in die Stadt Debalzewe.
Am 16. Februar 2015 wurde gemeldet, dass die ukrainische Armee wegen der Kämpfe bei Debalzewe den Rückzug schwerer Waffen bis auf Weiteres ausschließe. OSZE-Präsident Ilkka Kanerva verurteilte das Vorgehen der Separatisten und betonte, dass der Waffenstillstand auch für Debalzewe gelte. Am 18. Februar verkündete Poroschenko den Rückzug der ukrainischen Armee aus Debalzewe.
Am 24. Februar 2015 begannen die Separatistenmilizen nach Angaben ihres Militärsprechers Eduard Bassurin mit dem vereinbarten Rückzug der schweren Waffen. Gleichzeitig griffen sie aber ein Dorf im Raum Mariupol an und töteten und verwundeten mehrere ukrainische Soldaten. Die OSZE beklagte sich über die Unmöglichkeit, den Rückzug und den Verbleib der schweren Waffen zu überwachen.
Noch am 8. März 2015 meldeten OSZE-Beobachter längere Schusswechsel um ukrainische Kontrollposten, rund 41 km nördlich von Donezk. Die Zahl der Verstöße gegen die Regelung des Abzuges schwerer Waffen war jedoch insgesamt auf 13 Zwischenfälle begrenzt, bei denen eine Seite der anderen vorwarf, mit schwerer Artillerie gefeuert zu haben. Am 10. März kam es erneut zu schweren Gefechten mit russlandtreuen Separatisten um Schyrokyne, 20 km östlich von Mariupol. Gegenüber der OSZE gaben Separatisten an, dass man die Hälfte des Ortes kontrolliere. Die Gefechte wurden mit Mörsern, Handwaffen und Panzern ausgetragen. Weitere Kämpfe fanden im Umfeld des Flughafens Donezk statt.
Am 6. Juni 2015 bestätigte das Schweizer Außenministerium in Bern eine Absichtserklärung der Ukraine-Beauftragten der Organisation für Sicherheit und Zusammenarbeit in Europa Heidi Tagliavini, dass sie ihr Amt aufgeben wolle. Als Grund vermutete ein russisches Nachrichtenportal, Tagliavini wolle das verbindliche Minsk II-Abkommen umsetzen und sich deshalb an keinen neuen Verhandlungen über weitere Veränderungen («Minsk III») beteiligen.
Im Herbst 2018 war Leonid Kutschma als Vertreter der Ukraine zurückgetreten, wurde Anfang Juni 2019 jedoch vom neuen ukrainischen Präsidenten Wolodymyr Selenskyj erneut ernannt.

### Europäische Union
Auf dem Gipfel der EU-Staats- und Regierungschefs am 12. Februar 2015 wurde nun doch an den bereits vorberatenen weiteren Sanktionen festgehalten und ihre Umsetzung beschlossen.

### G7
In einer Erklärung des französischen Präsidialamtes hieß es, die sieben führenden Industrienationen (G7) hätten die Konfliktparteien in der Ukraine vor Aktionen gewarnt, die den vereinbarten Waffenstillstand gefährden könnten. „Sie seien bereit, angemessene Maßnahmen gegen diejenigen zu ergreifen, die die Beschlüsse von Minsk verletzten.“

### Internationaler Währungsfonds
Der Internationale Währungsfonds (IWF) kündigte im Februar 2015 an, die Ukraine werde in den nächsten vier Jahren Kredite in Höhe von 17,5 Milliarden Dollar erhalten.

### Russland
Die Freilassung der in Moskau inhaftierten ukrainischen Luftwaffenpilotin Nadija Sawtschenko wurde ausgeschlossen: Sie falle nicht unter den in Minsk vereinbarten Gefangenenaustausch, da sie „weder eine Gefangene noch eine Geisel sei“.

### Vereinigte Staaten
Am 9. Februar 2015 behielt sich US-Präsident Barack Obama, nach einem Treffen mit Bundeskanzlerin Merkel, weiterhin Waffenlieferungen an die Ukraine als Option vor; Merkel wies auf die nach wie vor unterschiedlichen Auffassungen hin.
Am 14. Februar 2015 meldeten die USA die Bereitstellung weiterer schwerer Waffen auf der russischen Seite der Grenze und auch ihre Lieferung in die Kampfgebiete.

### UN-Sicherheitsrat
Russland brachte am 13. Februar 2015 einen Resolutionsentwurf in den Weltsicherheitsrat ein, mit dem die Vereinbarungen von Minsk II festgehalten und ihre Umsetzung gefordert werden sollten. Moskau rechne mit einer einstimmigen Annahme voraussichtlich am 15. Februar 2015, meldete die Agentur Interfax unter Berufung auf Außenministeriumskreise. Frühere UN-Resolutionen hatte Russland blockiert. Der Entwurf wurde am 17. Februar 2015 einstimmig als Resolution 2202 (2015) verabschiedet.

## Bewertung
Als Hauptproblem stellte sich die nicht festgelegte Reihenfolge der Umsetzung heraus: Aus ukrainischer Sicht sollte zuerst die Sicherheit gewährleistet werden, Moskau pochte auf die politischen Maßnahmen: Moskau verlangte ein Mitspracherecht für die Bewaffneten bei einer Verfassungsänderung und im Parlament, erst danach könne man über deren Entwaffnung reden.
Im Februar 2023 äußerte sich der ukrainische Präsident Wolodymyr Selenskyj in einem Interview ausführlich zu dem Treffen im Dezember 2019 im Normandie-Format mit Macron, Merkel und Putin und den dabei getroffenen Vereinbarungen: „Der einfachste Weg, den Krieg zu beenden, ist es, Russland Gebiete zu überlassen. Ihnen den Einfluss auf die Ukraine und innerhalb der Ukraine zurückzugeben, den sie über Jahre hatten. Aus diesem Grund gab es die Minsker Abkommen. Unsere befreundeten Staaten sollen uns das nicht übel nehmen, aber ich denke, die Minsker Abkommen waren so ein Zugeständnis. […] Das Ganze ist so konstruiert, dass eine Seite etwas nicht erfüllen kann und die andere den Konflikt einfriert. Ich erkannte in den Vereinbarungen gar nicht den Wunsch, der Ukraine ihre Unabhängigkeit zu lassen! Ich verstehe ihren Sinn so, dass man den Appetit Russlands auf Kosten der Ukraine erst mal ein wenig stillen wollte. Aufschieben ist völlig in Ordnung in der Diplomatie. Man weiß ja nie, ob nicht ein Entscheidungsträger stirbt und alles plötzlich einfacher wird. Ich habe in diesen Vereinbarungen nur einen einzigen Sinn gesehen: Es gab dank ihnen eine offizielle Gesprächsplattform, um überhaupt irgendetwas zu lösen. Und habe mich dann auf die Frage des Gefangenenaustauschs konzentriert …“
Das Minsker Abkommen wurde als vorteilhaft für Russland und nachteilig für die Ukraine bewertet. Stefan Meister von der Deutschen Gesellschaft für Auswärtige Politik sieht das Abkommen als einen Sieg für Präsident Putin, der seine Forderungen durchgesetzt habe, ohne dafür Zugeständnisse zu machen. Beide Minsker Vereinbarungen wurden von Präsident Poroschenko in einer Notlage unterzeichnet, als die ukrainische Armee in Ilowajsk und später in Debalzewe wegen der Offensive prorussischer Truppen vor dem Zusammenbruch stand. Ukrainische Medien und Politiker misstrauten den russischen Zusagen und wiesen darauf hin, dass schon gegen das erste Minsker Abkommen vom September 2014 verstoßen wurde und kremltreue Truppen nach Unterzeichnung von Minsk I große Gebiete einnahmen.
Kritisch gesehen wird, dass Russland in dem Abkommen nicht offen als Kriegspartei genannt wird, obwohl es die „Volksrepubliken“ mit Kämpfern und Kriegsgerät versorgt. Politikwissenschaftler Fjodor Lukjanow betrachtet es als einen Triumph für Präsident Putin, dass er in dem Abkommen eine Formulierung durchsetzen konnte, die Russlands Rolle als Kriegspartei außen vor lässt. Dies ermögliche der russischen Führung ihre Rolle als Kriegsbeteiligter zu bestreiten. Zum Beispiel lehnte die russische Regierung einen in Minsk-II vorgeschriebenen Gefangenenaustausch mit der Begründung ab, Russland sei keine Konfliktpartei und deshalb nicht an die Minsker Vereinbarungen gebunden. Die Parlamentarische Versammlung der OSZE betont allerdings, dass das Minsker Abkommen auch die Freilassung der Personen vorsieht, welche auf ukrainischem Boden entführt und illegal in Russland festgehalten werden, was unter anderem auch die Kampfpilotin Nadija Sawtschenko und den Filmemacher Oleh Senzow mit einschließt.
Der Historiker Juri Felschtinski analysierte: „Die Minsker Verträge sind für Putin eine militärische List zur Umgruppierung der Streitkräfte und zum Überdenken der Situation. Sie sind so zusammengestellt, dass Russland zu nichts verpflichtet wird. Sämtliche Verpflichtungen übernehmen die „Separatisten“ oder Kiew, und sogar Europa – aber nicht Russland. Die Interpretation der Verträge ist beliebig – von jeder der beteiligten Seiten. Es ist absolut unmöglich herauszubekommen, wer gegen was verstoßen hat, die „Separatisten“ tragen keine Verantwortung, vor niemandem.“
Während Russland im Minsker Abkommen nicht als Kriegsbeteiligter genannt wird, werden die international nicht anerkannten „Volksrepubliken“ zu Verhandlungspartnern erhoben und damit de facto anerkannt. Außerdem erhalten sie ein Mitspracherecht bei Änderungen der ukrainischen Verfassung. Russland wolle diese Gebiete nutzen, um künftig Einfluss auf die Innen- und Außenpolitik der Ukraine zu nehmen.
Die zeitliche Abfolge der vereinbarten Schritte ist nicht eindeutig. Nach Ansicht der Ukraine und von Kommentatoren müssen zuerst die Waffen ruhen und die Ukraine muss die Kontrolle über ihre Grenzen zurückerhalten, bevor ein politischer Prozess im Land beginnen und Wahlen in den Donezker und Luhansker Oblasten geplant werden können. Solange Russland die Gebiete und die dortigen Medien kontrolliert, OSZE- und ODIHR-Beobachter keinen freien Zugang zu den Regionen haben, ukrainische Parteien und vertriebene Personen nicht zur Wahl zugelassen sind und pro-ukrainische Aktivität gefährlich ist, können keine freien und fairen Wahlen in den Gebieten durchgeführt werden. Nach russischer Lesart hingegen müssen die nicht-militärischen Punkte erfüllt werden, bevor Waffenruhe einkehrt. Konkret fordert die russische Regierung, dass die Ukraine Verfassungsänderungen durchführt und den besetzten Gebieten einen Sonderstatus einräumt, bevor Russland einen Abzug von Truppen und Kriegsgerät aus den Gebieten in Erwägung zieht. Der deutsche Botschafter in der Ukraine, Ernst Reichel, sagte in diesem Zusammenhang in einem Interview, dass die Ukraine Wahlen im Donbass durchführen könne noch während dort russische Truppen agieren. Als historisches Beispiel nannte der Botschafter Wahlen in der DDR, die trotz sowjetischer Besatzung stattgefunden hatten. Das Auswärtige Amt wollte sich jedoch nicht festlegen, ob vor den Wahlen in der Ostukraine die russischen Streitkräfte abgezogen sein müssen.
Die OSZE-Mission zur Überwachung des Waffenstillstands wird von einigen Kommentatoren als ungeeignet eingeschätzt. Nur an zwei Grenzübergängen haben die Kämpfer der „Volksrepubliken“ den OSZE-Beobachtern bisher Zugang gewährt. Da Russland seine Rolle als Kriegspartei bestreitet, dürfen Russen als Beobachter an der OSZE-Mission teilnehmen, während Ukrainer hingegen nicht als OSZE-Beobachter agieren dürfen. Russland stellt das zweitstärkste Kontingent der OSZE-Mission und hat maßgeblichen Einfluss auf Einsatzplanung und Lageberichte. Russland agiere damit sowohl als Kriegspartei als auch als Vermittler.
Das etwa 500 km² große Gebiet, das von den selbsternannten „Volksrepubliken“ unter Missachtung des ersten Minsker Abkommens erobert wurde, sowie die von Russland besetzte Krim werden in den neuen Minsker Vereinbarungen nicht erwähnt. Das wird als ein Zugeständnis gegenüber dem Kreml gewertet. In russischen Medien wird dieser Punkt positiv rezipiert. „Über die Krim spricht niemand mehr“, kommentiert zum Beispiel die Zeitung Wedomosti das Minsker Abkommen.
Zudem ist laut Heiko Pleines von der Forschungsstelle Osteuropa an der Universität Bremen der Verlauf der Waffenstillstandslinie nicht fixiert, weil dem Abkommen keine Karten beigefügt sind. Direkt nach Beginn des Waffenstillstands haben Kämpfer der „Volksrepublik“ Donezk den Ort Debalzewe erobert mit der Begründung, dass Debalzewe auf ihrer Seite der Waffenstillstandslinie liege. Die OSZE-Beobachtermission bestätigte hingegen, dass sich der Ort an dem vereinbarten Stichtag unter ukrainischer Kontrolle befand. Die Kämpfer der „Volksrepubliken“ wollten daher mit der Eroberung „neue Fakten“ schaffen, so die OSZE.
Kritisiert wird darüber hinaus, dass die beiden anderen Garantiemächte des Budapester Memorandums – die Vereinigten Staaten und Großbritannien – nicht in die Verhandlungen einbezogen wurden. Damals verzichtete die Ukraine auf ihre Atomwaffen. Im Gegenzug verpflichteten sich Russland, die Vereinigten Staaten und Großbritannien, die bestehenden Grenzen der Ukraine zu achten.

## Scheitern der Vereinbarung
Präsident Poroschenko drohte im Falle eines Scheiterns des Abkommens mit der Verhängung des Kriegsrechts in der Ukraine. Dies bedeutete u. a. die Rationierung von Lebensmitteln. Im August 2015 sagte Poroschenko, dass die Vereinbarungen von Minsk der Ukraine die Zeit gegeben hätten, ihre Verteidigungsfähigkeit zu stärken und zum Teil geholfen hätten, die offensichtlichen militärischen und technischen Lücken gegenüber Russland zu schließen. Alt-Bundeskanzlerin Angela Merkel erklärte im Interview mit der ZEIT Ende 2022, dass „das Minsker Abkommen 2014 [...] der Versuch [war], der Ukraine Zeit zu geben.“ Sie habe „diese Zeit auch genutzt, um stärker zu werden, wie man heute“ sähe. Das Minsk-II-Abkommen wurde laut Alexander Hug, stellvertretender Leiter der OSZE-Beobachtermission in der Ukraine, von beiden Seiten immer wieder verletzt. Dabei spielten machtpolitische Gründe die Hauptrolle; die Bevölkerung „glaube“, so Hug 2018, „nicht an künstlich gezogene Linien“ und sage: „Das ist nicht unser Konflikt.“
Der Sonderbeauftragte der Vereinigten Staaten für die Ukraine, Kurt Volker, bekräftigte im Frühjahr 2018, das Vorhandensein der „sogenannten Volksrepubliken“ widerspreche dem Ziel des Minsker Abkommens, die Souveränität der Ukraine wiederherzustellen.
Von 2018 bis 2020 wurden im Durchschnitt alle drei Monate neue brüchige Waffenstillstandsvereinbarungen durch die Trinationale Kontaktgruppe für die Ukraine bestehend aus Russland, Ukraine und OSZE getroffen:
- 30. März 2018
- 1. Juli 2018
- 29. August 2018
- 29. Dezember 2018
- 8. März 2019
- 21. Juli 2019
- 1. Januar 2020
- 27. Juli 2020

Mit der Anerkennung der sogenannten Volksrepublik Donezk sowie Volksrepublik Lugansk als selbstständige Staaten durch Russland am 22. Februar 2022 wurde das Minsker Abkommen, in den Worten der deutschen Politikwissenschaftlerin Gwendolyn Sasse „ad acta gelegt“. Mit dem auf Vernichtung zielenden Überfall auf die Ukraine zerschlug die Russische Föderation am 24. Februar 2022 alle bisherigen Verhandlungsformate vollständig.